# Шломо Ґорен
Шломо Ґорен (івр. שלמה גורן; 3 лютого 1917, Замбрув — 29 жовтня 1994, Єрусалим) — ізраїльський військовий діяч, бригадний генерал Армії оборони Ізраїлю, головний ашкеназький рабин Ізраїлю (1973—1983).

## Біографія
Шломо Ґорен народився 3 лютого 1917 року у місті Замбрув Ломжинської губернії, Російська імперія, нині Польща. У 1925 році емігрував разом з батьком (одним із засновників мошаву Кфар-Хасидім) в Ерец-Ісраель, що в той час перебував під британською окупацією. Провів дитинство в Кфар-Хасидім.
Освіту здобув в єшивах Єрусалиму («Ец-Хаїм», «Хеврон») і в Єврейському університеті. У 1935 році, у віці 18 років, опублікував свою першу наукову працю — коментар до «Мішне Тора» Маймоніда; тоді ж Ґорен отримав звання рабина.
У 1936 році вступив в організацію Гаґана і взяв участь в захисті євреїв під час арабських заворушень в 1936—1939 роках. Під час Другої світової війни примикав до лівого крила Лехі.
У 1945 одружився з дочкою рабина Давида Коена; в сім'ї народилося троє дітей.
Під час війни Ізраїлю за незалежність боровся в районі Єрусалиму. Навесні 1948 року Ґорен був призначений головним рабином Армії оборони Ізраїлю і, пройшовши вишкіл, отримав чин бригадного генерала (алуф); власне саме Ґорен в 1948 році і заснував військовий рабинат, який очолював до 1968 року. На цій посаді ввів різні постанови, наприклад хасидський нусах як єдину молитовник в армії, а також обов'язкове дотримання в армії кашруту. Перебував у діючій армії під час Суецької війни і Шестиденної війни.
Після звільнення Старого міста Єрусалима в червні 1967 року під час Шестиденної війни Горен був серед перших визволителів Єрусалиму і незабаром після прибуття до Стіни плачу просурмив там в шофар. Незабаром після цього піднявся на Храмову гору, увійшовши до будівлі Купола Скелі з сувоєм Тори і з шофаром. Шломо Ґорен спробував зробити Храмову гору головною святинею Ізраїлю, але цьому завадив Головний рабинат Ізраїлю, який заборонив підйом на неї євреям, які перебувають в стані ритуальної нечистоти (є точка зору, що всі євреї нечисті — оскільки немає рудої корови, попіл якої необхідний для ритуального очищення — і тому ніхто не може зійти на Храмову гору, однак є і точка зору, згідно з якою ця заборона стосується тільки до того місця, де стояв Храм; вхід ж на іншу частину Храмової гори не забороняється). Незабаром після перемоги в Шестиденній війні і об'єднання Єрусалиму керівництвом ізраїльської поліції було прийнято дійсне до цього дня рішення, яке дозволяє для всіх вільний прохід на Храмову гору, але забороняє юдейську молитву. Боротьба Шломо Ґорена з цим рішенням виявилася безрезультатною.
У 1961 році за свої коментарі до Єрусалимського Талмуду Шломо Ґорен був удостоєний Державної премії Ізраїлю. У 1968 він був обраний головним ашкеназький рабином Тель-Авіва-Яффи (до обов'язків приступив в 1971 році), в той час, коли рабин Овадья Йосеф був головним сефардським рабином. З 1973 по 1983 рік — верховний ашкеназький рабин Ізраїлю.
Ґорен був рішучим противником мирних угод з палестинцями і в 1993 році виступив із заявою, що солдати Ізраїлю повинні відмовитися виконувати накази про руйнування єврейських поселень на контрольованих територіях.
Під керівництвом Ґорена було створено спільний для ашкеназів та сефардів молитовник, прийнятий в армії і в низці невеликих поселень, ним також було складено збірку молитов та притч до песаху «Агада шель песах — носах ахід» («Пасхальна агада — єдиний варіант», 1974, 1977).
Шломо Ґорен помер 29 жовтня 1994 року в Єрусалимі.
У 2005 році він був обраний № 53 серед 200 найвидатніших ізраїльтян всіх часів в опитуванні інтернет сайту «Ynet».